# Krasnopilla (obwód czernihowski)
Krasnopilla (ukr. Краснопілля) – wieś na Ukrainie, w obwodzie czernihowskim, w rejonie nowogrodzkim, w hromadzie Korop. W 2024 liczyła 206 mieszkańców.